# Forme (philosophie)
Pour les articles homonymes, voir Forme.
La forme désigne, en métaphysique, l’ensemble des attributs d’une chose qui font qu’elle est ce qu'elle est et se distingue des autres choses. La forme est en général opposée à la matière, ou au contenu.

## Concept

### Platon
Platon développe une théorie, dite théorie des formes. Il soutient que les formes sont les seules réalités, immuables et inaltérables. Les objets sensibles en sont les images ou les copies. Ces formes existeraient dans un lieu distinct, intelligible. Principe de saisie réel d'intelligibilité et de connaissance, la forme est antérieure à la matière et cause productrice et finale de l'être naturel. Ces formes sont aussi appelées par le philosophe des Idées (ἰδέα, idea). 
Dans la République, Platon explicite sa pensée des formes en expliquant qu'il s'agit d'une « forme unique [...] pour chaque ensemble de choses multiples auxquelles nous attribuons le même nom » (IX, 592 b, X, 596 b, in Œuvres complètes, Flammarion, 2008).

### Aristote
Chez les philosophes grecs, le concept de « forme » (εἶδος, eidos), qui a d'abord un sens spatial (la forme géométrique d'un objet), joue un rôle important en prenant des sens nouveaux. Aristote réinvestit plus le sens platonicien que le sens grec traditionnel. 
Le Stagirite fait intervenir le concept de forme dans sa Métaphysique. La forme fait partie des « quatre causes », c'est-à-dire des raisons qui expliquent l'existence de quelque chose. La forme n'est pas simplement la forme géométrique d'un objet, mais ce qui ordonne la matière dont est fait cet objet, et définit son essence et sa perfection. La forme est donc le principe d'unité de tout être et ce qui donne un sens à la matière. La forme (eîdos) s'identifie à la substance (ousia). 

Dans le cas du monde sensible, la forme est inséparable et dépendante de la matière, — c’est le concept aristotélicien de « forme dans la matière », en grec ἔνυλον εἶδος, / énylon eidos — sauf par abstraction intellectuelle et si on la considère comme détermination ontologique de la matière. Dans le sensible, on ne trouve qu'une matière informée ou une forme dans la matière. Ce concept est devenu chez Aristote un instrument de recherches empiriques pour tous les domaines de la nature, plantes et animaux. Par contre, dans le domaine de la métaphysique, le principe suprême de l'organisation, cause première du mouvement, est une substance immatérielle, une forme séparée (χωριστός / khôristós) de toute matière.
« Ainsi, tous les êtres composés par l'union de la forme et de la matière, comme le camus ou le cercle d'airain, tous ces êtres-là se résolvent en leurs éléments, et la matière fait partie de ces éléments ; par contre, tous les êtres dans la composition desquels la matière n'entre pas, en d'autres termes les êtres immatériels, dont les énonciations sont énonciations de la forme seulement, ces êtres, ou bien ne se résolvent absolument pas en leurs éléments, ou bien, tout au moins, ne s'y résolvent pas de cette manière [elle est éternelle ou cesse d'exister] (Métaphysique, Z, 10, 1035 b 25, trad. J. Tricot, Vrin, t. I, p. 403). »

### Scolastiques
Chez les scolastiques, qui héritent d'Aristote, la forme est le principe substantiel d’un être individuel défini par son essence spécifique.

### Kant
Emmanuel Kant distingue plusieurs types de formes. Les « formes » de la connaissance sont les lois que la pensée impose à la matière (ou au contenu) de la connaissance (c'est-à-dire aux données pures de nos sensations). Chez Kant, dit Eisler, « du point de vue d'une critique de la connaissance, la forme est le mode d'élaboration d'un donné au moyen de la conscience connaissante. Les formes de la sensibilité, de l'intuition, sont l'espace et le temps ; celles de l'entendement, les catégories ; celles de la raison, les idées. La raison pratique, elle aussi a sa forme, sa propre façon d'ordonner, de régler, de légiférer : l'impératif. De même, dans le domaine de l'esthétique, du Beau, la forme est l'essentiel : le jugement de goût. »
1. Les formes de la sensibilité sont l'espace et le temps. La sensation elle-même possède des formes qui la structurent : ces « formes pures a priori de la sensibilité » sont le temps et l’espace.
2. Les « concepts » de l’entendement, ce sont les catégories (l'unité, la réalité, la relation, etc.).
3. Les formes de la raison, ce sont les idées, des concepts purs, qui dépassent l'expérience : l'âme, le monde, Dieu, la liberté.
4. En morale, l'impératif catégorique se formule ainsi : « Agis toujours selon une maxime d'après laquelle tu puisses en même temps vouloir qu'elle devienne une loi universelle » (Fondements de la métaphysique des mœurs, I).
5. En esthétique, le jugement de goût porte sur la forme d'un objet représenté, en tant que fondement d'un plaisir pris à la représentation d'un tel objet : « Lorsqu'on accorde que, dans un jugement de goût pur, la satisfaction ressentie à l'objet est liée à la simple représentation de sa forme, ce que nous sentons lié dans l'esprit (Gemüt) à la représentation de l'objet n'est rien d'autre que sa finalité subjective pour la faculté de juger » (Critique de la faculté de juger, § 38).